# Можгін Михайло Григорович
Можгі́н Миха́йло Григо́рович (*12 липня 1890, село Потапово-Тумбарла — †22 квітня 1929, місто Бугульма) — удмуртський поет, один із зачинателів удмуртської літератури.
Народився в селі Потапово-Тумбарла, нині Бавлинського району Татарстану. В 1906 році закінчив Бірську вчительську семінарію, вчителював в селах Потапово-Тумбарла, Покровське-Урустамак та Чирково. В 1914 році мобілізований на австрійський фронт, брав участь в Громадянській війні. По поверненню знову працював вчителем, потім директором семирічної школи в рідному селі. На народній основі склав баладу «Беглой» («Втікач»), опублікував її в 1909 році в Казані, в щорічнику «Удморт кылын календарь» («Календар для вотяків»). Балада, яка раніше називалась поемою, являє собою гірку сповідь молодої людини, яку було несправедливо звинувачено у вбивстві власного друга та вимушеного переховуватись в лісі від своїх односельчан, які готові з ним розправитись. За мотивами балади виникла пісня, яка стала народною.